# 1948年サンモリッツオリンピックのベルギー選手団
1948年サンモリッツオリンピックのベルギー選手団（1948ねんサンモリッツオリンピックのベルギーせんしゅだん）は、1948年1月30日から2月8日までスイスのサンモリッツで開催された1948年サンモリッツオリンピックのベルギー選手団、およびその競技結果。

## 概要
今大会は金メダル1個、銅メダル1個の合計2個のメダルを獲得した。ベルギー選手団がメダルを獲得したのは1928年サンモリッツオリンピック以来3大会ぶり。
フィギュアスケートのペアでミシュリーヌ・ラノア＆ピエール・ボーニエが冬季オリンピックベルギー初の金メダルを獲得した。

## メダル
| メダル | 選手名                                                                                    | 競技               | 種目        |
| ------ | ----------------------------------------------------------------------------------------- | ------------------ | ----------- |
| 金     | ミシュリーヌ・ラノア ピエール・ボーニエ                                                   | フィギュアスケート | ペア        |
| 銅     | マックス・ホーベン フレディ・マンスヴェルド ルイス＝ジョルジュ・ニールス ジャック・モーベ | ボブスレー         | 男子4人乗り |